# Auto-Engaño
Auto-Engaño es un EP de la banda chilena Weiza, en ese entonces la banda se enfocaba más en el nu metal y el rap metal y su estilo era más agresivo. Es el único trabajo (además de una demo del 2001) en el que trabajan los Hermanos Nicolás y Sebastián Colombres que abandonarían la agrupación el año 2002. "Condenados" más tarde aparecería en el álbum debut del grupo.

## Listado de temas
1. Amistad - 4:44
2. Auto-Engaño - 4:40
3. Déjame - 2:40
4. Tierra Santa - 3:30
5. Vacío - 3:20
6. Condenados - 4:07

## Créditos
- Rudi Meibergen - Voz
- José Rojas - Guitarra
- Nicolás Colombres - Batería
- Sebastián Colombres - Bajo

- Datos: Q5712360